# 凹萼清风藤
凹萼清风藤（学名：Sabia emarginata）为清风藤科清风藤属下的一个种。

## 扩展阅读
- 維基物種上的相關：凹萼清风藤